# Alberto Gironella
José Alberto Gironella Ojeda (Ciudad de México, 26 de septiembre de 1929; íd., 2 de agosto de 1999) fue un artista plástico mexicano, considerado como uno de los exponentes de La Ruptura.

## Biografía
Fue hijo de Alberto Gironella Llobet, originario de Barcelona, España, y de Alicia Ojeda Ávila, oriunda de Mérida, Yucatán (México). Comenzó a escribir poesía desde su juventud, pero después abandonó sus estudios de letras hispánicas y se dedicó a la pintura. Su primera exposición la realizó en 1952, y a lo largo de su vida su obra se exhibió en museos y galerías de Alemania, Argentina, Brasil, Estados Unidos, España, Francia, Japón, Suecia y Suiza. En México, fueron recinto de sus obras el Palacio de Bellas Artes, y los museos de Arte Moderno, Nacional de Arte, Carrillo Gil y Rufino Tamayo. Ilustró asimismo el libro Terra Nostra, de Carlos Fuentes. Ganó en 1959 el primer premio de la Unión Mediterránea de Arte en la Bienal de Jóvenes (París, Francia), así como el primer premio de la VI Bienal de Sao Paulo, Brasil. Es citado por Julio Cortázar, en su obra La vuelta al día en ochenta mundos.
Residió en San Ángel, en la Ciudad de México, y en una casa en Valle de Bravo conocida después como la Casa de Gironella. Fue entonces cuando empezó a utilizar el título de Barón de Beltenebros que, inspirado en las páginas literarias, "por su propio dedo" se autonombró. Persona excéntrica, le gustaba provocar escándalos y generar noticias. Sus escándalos, de los que se enorgullecía, versaban sobre diferentes tópicos, comenzando por una obra artística provocadora e irreverente. A ello le seguía su actitud de vida laxa con mujeres y vino, pero sobre todo por su carácter intempestivo que le hacía desafiar a todo aquel que osara desprestigiar alguna de sus "deidades". Sentía pasión por Goya, Valle Inclán, la rebelión zapatista y la cantante Madonna, a la que consideraba símbolo sexual de la cultura consumista. Era indisciplinado para casi todo excepto la literatura que le servía de inspiración pictórica. Era un gran conocedor del exilio español y de la literatura quijotesca.
Colaboró con otros artistas y escritores como Pierre Alechinsky, Alejandro Jodorowsky, Vicente Rojo, Lilia Carrillo y Manuel Felguérez en La ópera del orden de Jodorowsky. El hecho de representar a un fraile capuchino cantando "La verbena de la Paloma" supuso un gran escándalo y que su padre le desheredara. Estuvo casado con la periodista Ana Cecilia Treviño (Bambi) con la que tuvo dos hijos, Bárbara y Alberto.
A los pocos meses de su muerte, la actriz Ofelia Medina le ofreció un homenaje en el Festival de las Almas en Valle de Bravo, esparciendo parte de sus cenizas en el lago, en una ceremonia nocturna, apropiadamente como parte de las conmemoraciones del Día de Muertos, el 2 de noviembre de 1999.

## Obra
Se especializó sobre todo en el collage. Su sello particular fue el uso de latas vacías de sardinas, mejillones, etc. en sus obras, altamente influenciadas por las tiendas de ultramarinos (tiendas de abarrotes de Importación por lo general Españolas) , y corcholatas de refrescos clavadas o pegadas alrededor del marco de sus pinturas. Para sus obras tuvo inspiraciones tan disímiles como el caudillo de la Revolución mexicana Emiliano Zapata, la cantante Madonna, el cineasta Luis Buñuel, la tauromaquia y el filósofo Friederich Nietzsche.

### Libros Ilustrados
Terra Nostra de Carlos Fuentes 1975 

 Bajo el volcán de Malcolm Lowry en distintas ediciones de Editorial Era realizó la portada

## Exposiciones
Colección de Alberto Gironella, Museo de Arte Moderno de la Casa de la Cultura de Gómez Palacio , México, Durango. 2024 

Alberto Gironella: Barón de Beltenebros, Palacio de Bellas Artes, México D.F. 2003 

Alberto Gironella Exposición Antológica, Museo Rufino Tamayo, México D.F. 1984 

## Catálogos de exposiciones
- 2003 Alberto Gironella: Barón de Beltenebros, Alberto Gironella, Guadalupe García Miranda, Mercedes Iturbe, Octavio Paz, Ramón Xirau , Museo del Palacio de Bellas Artes, RM, México D.F. ISBN 968520828X

- 1984 Alberto Gironella Exposición Antológica, Museo Rufino, Tamayo México D.F.

## Premios
VI Bienal de Sao Paulo (1959)

Primer Premio Unión Mediterránea de Arte, Bienal de Jóvenes, París (1959)

Bienal de Pintura Joven en París (1960)

Beca Guggenheim (1968)

Beca de la Fundación Cultural Televisa (1977)